# بيت رشيد (مدينة حجة)

تعديل مصدري - تعديل

بيت رشيد هي إحدى قرى عزلة حملان بمديرية مدينة حجة التابعة لمحافظة حجة، بلغ تعداد سكانها 267 نسمة حسب تعداد اليمن لعام 2004.